# 聯合國拘留所
聯合國拘留所（英語：United Nations Detention Unit，英語簡稱：UNDU）是一所由聯合國管理的拘留所，位於荷蘭海牙斯海弗宁恩，該處也是海牙海弗宁恩監獄的所在地，而聯合國拘留所屬於一個獨立的拘留設施，專用於羈押國際刑事法院的疑犯。聯合國拘留所成立於1993年，最初是用於收容前南斯拉夫問題國際刑事法庭的被拘留人士，而現時相關的案件已被轉交到国际刑事法庭余留机制，包括對被判刑的被告，監督刑罰的執行。根據聯合國安理會在2006年6月16日通過的第1688號決議，該拘留所被選為國際刑事法院的審判地點。被告從被移交到國際刑事法院開始，直至法院有判決為止，都會被收容在該拘留所內，被告如被裁定罪名成立，並被判處監禁，將會繼續被羈押於拘留所，直至屬於《羅馬規約》締約國的歐洲國家同意接收該名囚犯，該名囚犯便會被轉移到在該締約國國內的監獄繼續服刑。

## 設施

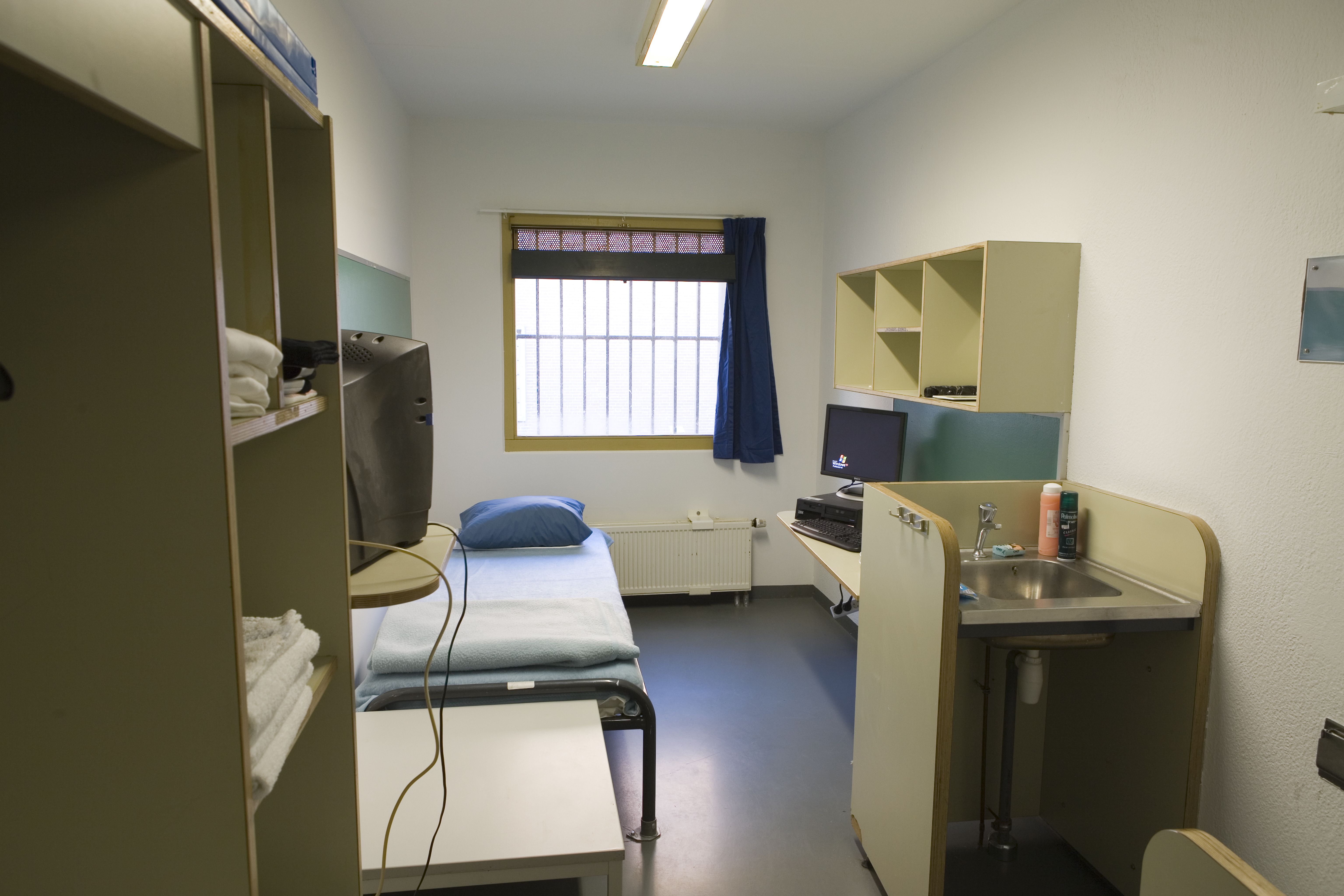
拘留所的其中一個囚室

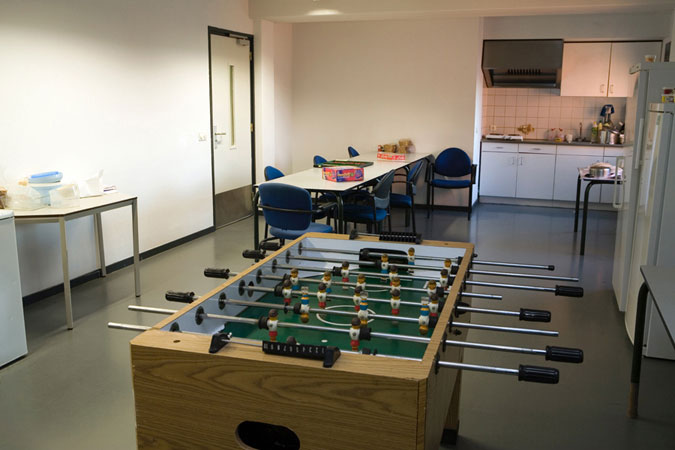
拘留所的共用休閒區

聯合國拘留所位於國際刑事法院的3公里外，設有84個單人囚室。所有被拘留者皆會獲分配一個單人囚室，囚室內有床鋪、書桌、書架、櫥櫃及電視機，還有馬桶及洗手盆；囚室有一組對講機，被拘留者可以在囚室內與獄警聯繫。被拘留者可以看電視新聞及閱讀報紙。囚室內備有一台沒有連接互聯網的個人電腦，以便被告準備案件所需的資料及文件，所方可以提供電腦應用及語文相關的課程，讓被拘留者學習文書處理及外語以應付訴訟。拘留所會為被拘留者提供基本伙食，被拘留者也可以自費購買在購物清單內的食材，再在共用的廚房內烹調自己的食物，以便根據個人口味及文化對飲食作出調整。拘留所設有包括籃球場與網球場的康體設施，讓被拘留者進行有益身心的運動，還有一間小型健身室，有健身指導員提供體格鍛煉的指導。被拘留者每年可以接受配偶及親屬多次探望，若然有經濟困難，國際刑事法院在可行範圍內，為家屬提供探視所需的部分旅費。國際紅十字會可以無須預先通知及不受限制進入拘留所視察居住環境及探訪被拘留者，保障被拘留者的待遇。

## 外部鏈接
- United Nations Detention Unit (UNDU)

 维基共享资源上的相關多媒體資源：聯合國拘留所